# Henry Racamier
Henry Racamier (25 de junio de 1912 – 29 de marzo de 2003) fue un empresario e industrial francés. Se lo conoce principalmente por haber cofundado el conglomerado de lujo LVMH y haber convertido a Louis Vuitton en una marca reconocida internacionalmente con miles de millones de dólares en ventas.

## Vida
Racamier nació en Pont-de-Roide-Vermondans, en la región de Franco Condado, Francia. Su hermano menor fue el psiquiatra y psicoanalista Paul-Claude Racamier. Era hijo de un industrial. Tras licenciarse en empresariales en la HEC Paris, comenzó su carrera en la industria siderúrgica, trabajando en las fábricas de automóviles Peugeot en 1936. En 1946 fundó su propia empresa, Stinox, que vendió a Thyssen en 1977. Con los activos obtenidos con la venta, tomó las riendas de Louis Vuitton ese mismo año.
Comenzó a cambiar sustancialmente el modelo de negocio y convirtió las pequeñas tiendas de artículos de cuero en una red internacional de tiendas operadas por la empresa en todo el mundo para vender la mercancía. Para dar a conocer la marca a escala internacional, comenzó a patrocinar eventos deportivos de alto nivel y creó una nueva estrategia de marketing que llevaría a la marca a la cima y sería conocida en todo el mundo. En 1984, sacó a bolsa Louis Vuitton. En 1987, fusionó Moet Hennessy y Louis Vuitton creando LVMH. Entre 1987 y 1990, él y Alain Chevalier, el otro cofundador del grupo de lujo, llevaron a cabo una guerra abierta contra Bernard Arnault, que estaba tomando el poder; Arnault tuvo éxito y expulsó a Racamier del consejo de administración de la empresa en 1990.
Después de verse obligado a abandonar LVMH, Racamier utilizó un holding familiar, Orcofi, para unirse al grupo bancario francés Paribas y L'Oréal con el fin de participar en una operación de fusión y adquisición y adquirir la casa de moda Lanvin. Los expertos del sector pensaron que formaría otro competidor de LVMH, pero en lugar de eso se dedicó a la vela y la música. Fue un importante mecenas y filántropo de la Ópera de París.
Racamier también fue un destacado patrocinador de competiciones internacionales de vela y en 2019 fue incluido póstumamente en el Salón de la Fama de la Copa América.